# Tex Rubinowitz
Arthur Lee Rubinowitz est un chanteur américain né le 10 octobre 1944 à Abilene au Texas. Dans les années 1970, il se lance dans le renouveau du rockabilly.

## Carrière
Début 1954 sa famille déménage à Springfield, Virginie.  C'est en 1962, alors étudiant à Lee High School que Tex a commencé à jouer à la guitare. À partir de 1963 il fréquente l'université de Southern Mississippi à Hattiesburg où il participe à des petits concerts où il se fait connaître. En 1970 il entreprend une carrière musicale et joue dans des petits clubs locaux. Il retourne en 1972  en Virginie et monte une formation et enregistre quelques morceaux entre 1975 et 1978. En 1979 le groupe prendra le nom de Tex Rubinowitz and The Bad Boys. Il obtiendra un succès dans sa région natale et en Europe avec un morceau de rockabilly "Hot Rod Man" dans le plus pur style des années 1950 qui figure sur la bande originale du film Roadhouse 66. Il vient en Europe, puis en France les 13 et 14 juin 1981 lors du grand festival de la porte de Pantin en compagnie de Jack Scott, Gene Summers, Billy Hancock, Sonny Fisher, Memphis Rockabilly Band, Crazy Cavan and the rhythm rockers, Dave Travis, Freddie "Fingers" Lee et de groupes français comme Victor Leed, Jezebel Rock, et des Alligators.